# Legenda vie
Legenda vie (2007, denumire originală I Am Legend) este un film postapocaliptic științifico-fantastic regizat de Francis Lawrence cu Will Smith în rolul principal. Este a treia ecranizare a romanului omonim al lui Richard Matheson din 1954, după The Last Man on Earth (1964) și The Omega Man (1971). Will Smith interpretează rolul virusologului Robert Neville, care este imun la un virus mortal creat inițial pentru a vindeca cancerul. Robert încearcă să creeze un remediu în timp ce se apăra împotriva mutanților și a altor creaturi create de virus.
Warner Bros. a început dezvoltarea filmului Legenda vie încă din 1994, diferiți actori și regizori fiind atașați la acest proiect, deși producția a fost amânată din cauza mai multor problemelor bugetare legate de scenariu. Producția a început în 2006 în New York, filmându-se în principal în mai multe zone din oraș, inclusiv pe o scenă de 5 milioane de dolari aflată la Podul Brooklyn, fiind până în prezent scena cea mai scumpă care a fost filmat vreodată în acest oraș.
Legenda vie a fost lansat la 14 decembrie 2007 în Statele Unite și Canada și a devenit filmul cu cele mai mari încasări de box-office din istorie (fără a se ține seama din inflație) care a fost lansat în decembrie în Statele Unite fără a fi un film de Crăciun. Filmul s-a clasat pe locul șapte în lista filmelor cu cele mai mare încasări din 2007, câștigând 276 milioane de dolari pe piața internă și 329 milioane de dolari la nivel internațional, având un total de 585 milioane de dolari.

## Prezentare
În septembrie 2012, virusologul militar locotenent-colonelul Robert Neville (Will Smith) este ultimul om sănătos din orașul New York. În decembrie 2009, Neville și-a pierdut soția, Zoe (Salli Richardson), și pe fiica sa, Marley (Willow Smith), într-un accident de elicopter în timpul unei carantine haotice din Manhattan. O variantă genetică a virusului rujeolei creat de Dr. Alice Krippin (Emma Thompson) ca un remediu pentru cancer a suferit mutații într-o tulpină letală. Se răspândește în întreaga lume ucigând cca. 90% din oameni. Supraviețuitorii au devenit agresivi, ființe canibalice menționate ca "Darkseekers" care i-au omorât pe cei imuni la virus.
Rutina de zi cu zi a lui Neville include experimente pe șobolani infectați pentru a găsi un leac împotriva virusului și drumuri de-a lungul unui Manhattan în ruine pentru a strânge bunuri sau pentru a vâna căprioare. În fiecare zi supraveghează stația radio în căutarea unui răspuns la emisiunile sale înregistrate de radio care sunt transmise continuu pe unde AM. În aceste mesaje Neville anunță eventualii supraviețuitori că-l pot găsi în fiecare zi la prânz, la South Street Seaport. Singurătatea lui Neville este îndulcită de tovărășia unui câine ciobănesc german numit Samantha și de interacțiunea cu niște manechine pe care Neville le-a aranajat în calitate de vânzători și cumpărători ai un magazin de produse video.
Atunci când unul dintre experimentele sale cu șobolani prezintă un tratament promițător, Neville pune o capcană și prinde o femeie infectată. Un mascul alfa Darkseeker înfuriat încearcă să o salveze, dar este fuge înapoi din cauza luminii soarelui. Acasă, în laboratorul său puternic fortificat din Washington Square Park, Neville încearcă noul ser pe femeia infectată, aparent fără succes.
A doua zi, după ce descoperă că unul dintre manechinele sale ("Fred") nu mai este în magazin și se află în stradă, în fața Grand Central Terminal, el este prins într-o capcană și leșină. Își revine la apusul soarelui când ceasul de la mână începe să sune. Reușește să se elibereze cu un cuțit dar se rănește grav la un picior în cădere și începe să se târască spre mașină. Este atacat de o haită de câini infectați. Neville și Sam scapă, dar unul dintre câini l-au infectat pe Sam în timpul luptei. Neville îl duce acasă pe Sam încercând să-l salveze dar este prea târziu, așa că Neville este forțat să-și omoare câinele care începea să se transforme.

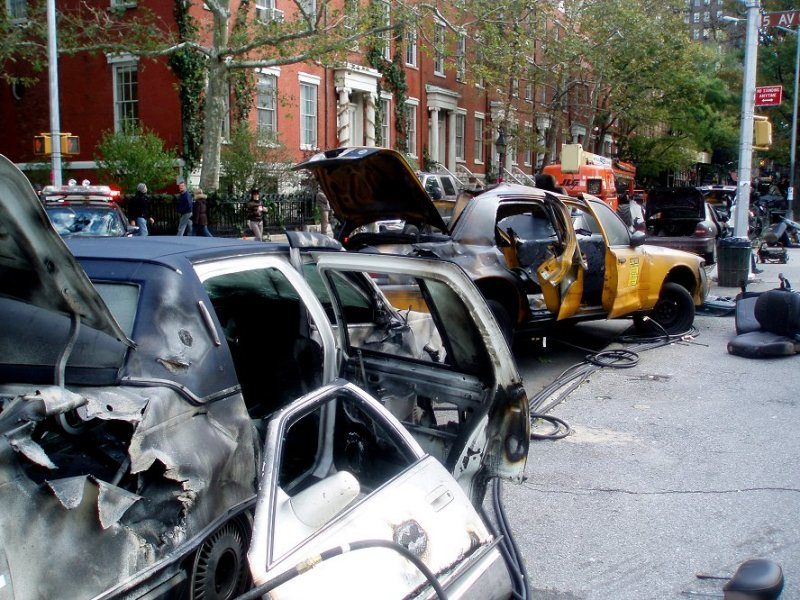
În imagine apare Washington Square pe 31 octombrie 2006, când se pregătea scena unei filmări de seară. În fundal se poate vedea casa în care locuiește Neville

Copleșit de durere și furie, Neville atacă un grup de infectați în port, în noaptea următoare, folosind ultraviolete montate pe SUV. El reușește să omoare mai mulți infectați, dar este copleșit. În momentul când este aproape de a fi omorât, este salvat de o femeie pe nume Anna (Alice Braga) care era împreună cu un băiat pe nume Ethan (Charlie Tahan). Aceștia au urmat emisiunile sale de radio. Anna și Ethan îl duc înapoi în casa sa. Anna îi explică faptul că ei sunt în drum spre o tabără de supraviețuitori aflată în Bethel, Vermont. Neville nu este de acord că o astfel de tabără există și nu o crede atunci când Anna spune că Dumnezeu i-a spus despre el.
Noaptea următoare, mascul alfa conduce o mulțime de Darkseekers într-un atac asupra casei. Anna, care nu știa măsurile de precauție ale lui Neville, l-a dus rănit acasă aproape de înserare și nu a acoperit mirosul de om din afara casei: astfel că, din neatenție, a permis ca Darkseekers să afle unde e casa lui Neville. Neville oprește primul val de Darkseekers cu mai multe explozii, dar se trezește fără apărare împotriva celui de-al doilea val. În timp ce Neville încearcă să-i găsească pe Anna și pe Ethan, un Darkseeker intră în casă și-l atacă. Darkseeker-ul fuge la etaj și face o gaură în acoperiș prin care ceilalți infectați să intre.
După ce Neville îi salvează pe Anna și pe Ethan, se retrag în laboratorul de la subsol. Cei trei se sigilează într-o cameră blindată din plexiglas împreună cu femeia infectată. Ei își dau seama că tratamentul lui Neville începe să funcționeze: creatura pare mult mai umană. Masculul alfa începe să se izbească de plexiglas, până când materialul începe să cedeze. Dându-și seama că ultimul tratament va fi eficient, Neville scoate un flacon cu sângele infectat al femeii infectate și i-l dă lui Anna. Apoi îi închide pe Anna și pe băiat într-un buncar din spatele laboratorului. El folosește o grenadă de mână M67 ca să omoare toți atacatorii cu costul propriei vieți.
În finalul filmului, Anna și Ethan intră într-o comunitate de supraviețuitori, în care Anna le va da antidotul. Într-un voice-over de final, Anna susține că supraviețuitorii sunt moștenirea lui Neville, iar lupta sa pentru a găsi un leac a devenit legendă.

### Final alternativ

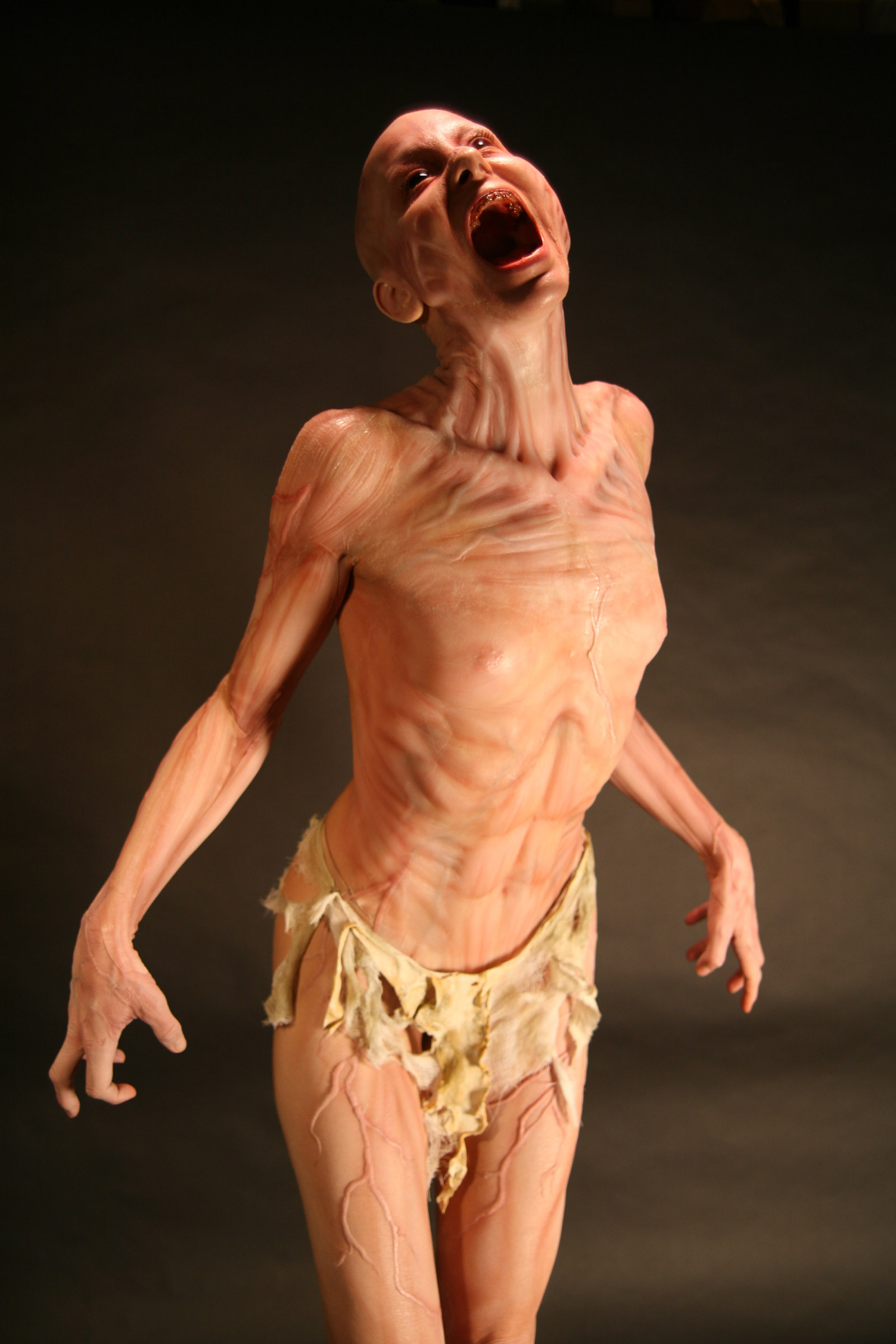
Manechin din silicon al unui Darkseeker/Hemocyte

Mai multe scene au fost modificate înainte de lansarea filmului, în special scena finală cu confruntarea dintre Neville și cei infectați din laboratorul său. În finalul original, masculul alfa face o formă de fluture pe sticlă. Neville își dă seama că mascul alfa recunoaște femeia infectată care are un tatuaj în formă de fluture și că mascul alfa o vrea înapoi. Neville lasă arma jos și îi dă înapoi femeia infectată. Neville și mascul alfa fac un schimb de priviri prin care Neville își cere scuze pentru Darkseekers iar mascul alfa recunoaște scuzele lui. În cele din urmă cei infectați pleacă. Ultima scenă a filmului are loc la Vermont unde Neville, Anna și Ethan sosesc cu antidotul.
Potrivit supervizorului de efecte vizuale Janek Sirrs: „În acel moment, părerea lui Neville - dar și a audienței - cu privire la natura acestor creaturi s-a dovedit a fi incorectă. Noi vedem că au păstrat de fapt o parte din umanitatea lor. Este un moment foarte important între masculul alfa și Neville.”

## Actori/Roluri
| Actor            | Personaj                |                                                                             |
| ---------------- | ----------------------- | --------------------------------------------------------------------------- |
| Will Smith       | Dr. Robert Neville      | aparent singurul supraviețuitor                                             |
| Salli Richardson | Ginny Neville           | soția lui Robert Neville                                                    |
| Willow Smith     | Marley Neville          | fiica lui Robert Neville                                                    |
| Alice Braga      | Anna                    |                                                                             |
| Charlie Tahan    | Ethan                   |                                                                             |
| Dash Mihok       | masculul-alfa infectat  |                                                                             |
| Abbey & Kona     | Samantha                | ciobănescul lui Robert Neville                                              |
| Emma Thompson    | Dr. Alice Krippin       | medicul care a creat leacul cancerului care a distrus omenirea din greșeală |
| Joanna Numata    | femeia-alfa infectată   |                                                                             |
| Darrell Foster   | Mike                    |                                                                             |
| Pat Fraley       | vocea președintelui SUA |                                                                             |
| Mike Patton      | o creatură infectată    |                                                                             |

## Producție

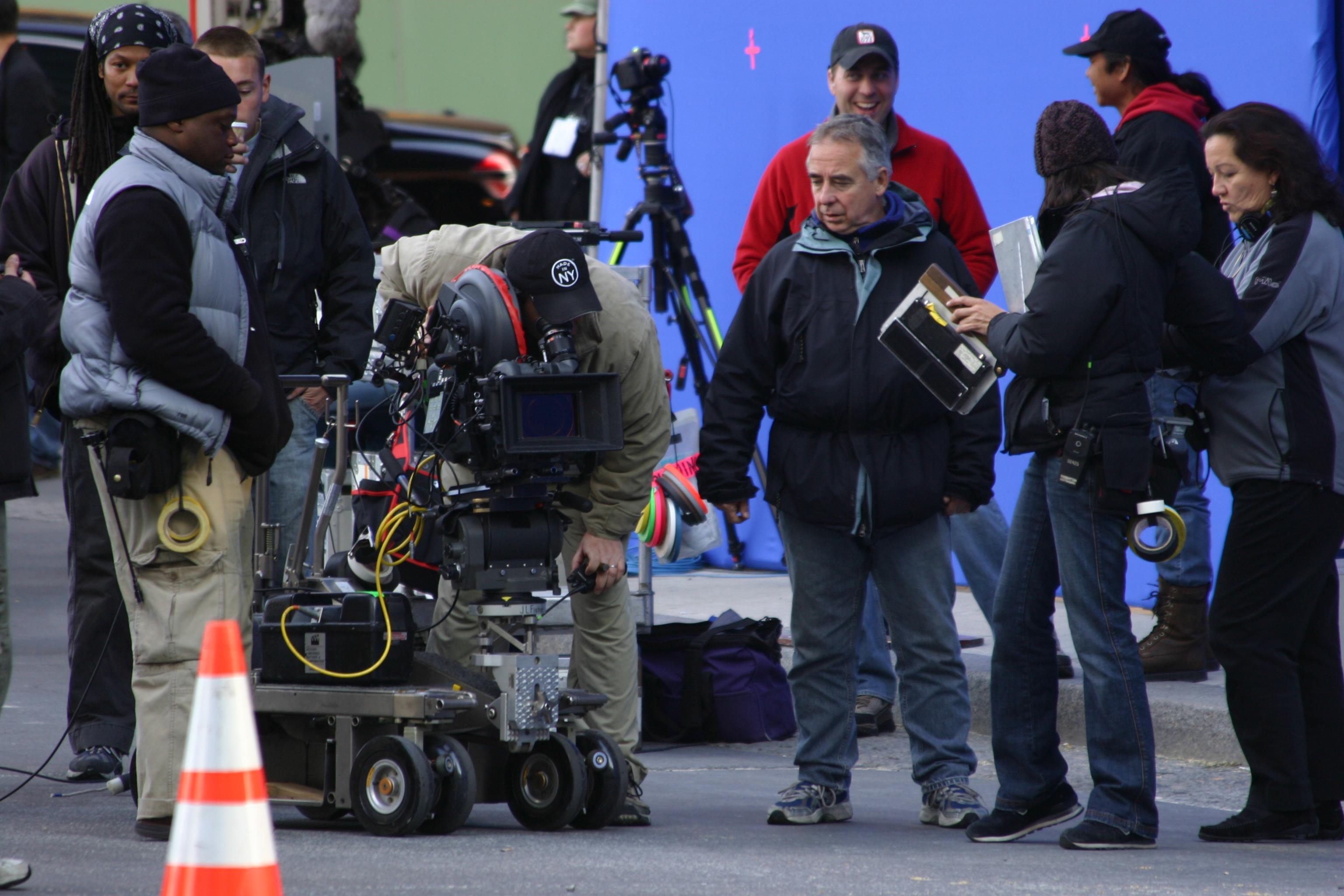
Echipa de filmare

- Scena în care Robert Neville își aduce aminte de evacuarea și explozia de pe podul Brooklyn este scena cea mai scumpă care a fost vreodată filmată în New York: 6 zile de filmări pentru 6 milioane de dolari.
- Willow, fiica lui Will Smith, interpretează rolul fiicei lui Robert Neville.
- În film apar mai multe referințe la Bob Marley și Shrek.